# Estación Turdera
Turdera es una estación ferroviaria ubicada en la ciudad homónima, en el partido de Lomas de Zamora, Provincia de Buenos Aires, Argentina.

## Servicios
Es un centro de transferencia intermedio del servicio eléctrico metropolitano de la Línea General Roca que se presta entre las estaciones Plaza Constitución y Ezeiza.

## Infraestructura
La estación Turdera fue reconstruida en 1984 con dos andenes elevados para el servicio eléctrico, siendo la vieja estación demolida y reemplazada por la actual.

## Diagrama
| Plataforma Sur   | |
| Vía 1            | Trenes a Ezeiza provenientes de Constitución (próxima Llavallol) Trenes directos a Ezeiza provenientes de Constitución (próxima Llavallol)       |
| Vía 2            | Trenes a Constitución provenientes de Ezeiza (próxima Temperley) Trenes directos a Constitución provenientes de Ezeiza (próxima Lomas de Zamora) |
| Plataforma Norte | |